# 14 Bis (ban nhạc)
14 Bis là một ban nhạc pop-rock người Brazil. Ban nhạc lấy tên từ máy bay 14 Bis do Santos-Dumont phát minh.
Ban nhạc được thành lập vào năm 1979 tại bang Minas Gerais, khi các thành viên của hai ban nhạc, O Terço và "Bendegó" quyết định hợp nhất. Flávio Venturini và Vermelho, hai thành viên sáng lập của 14 Bis, cũng là thành viên của ban nhạc Clube da Esquina.
Música popular brasileira là một yếu tố mạnh mẽ trong nhiều tác phẩm của 14 Bis. Ảnh hưởng của progressive rock và caipira (hillbilly) được thể hiện rõ ràng trong nhiều tác phẩm của nó, chẳng hạn như trong việc sử dụng bàn phím analog và cách sắp xếp giọng hát phức tạp.
Nhóm đạt đến đỉnh cao thành công trong suốt những năm 1980 với các sáng tác đáng chú ý và trình diễn các bài hát nổi tiếng của Brazil. Do tập trung vào những chủ đề nhẹ nhàng, vui vẻ và trong nhiều sáng tác của mình, ban nhạc được trẻ em khá yêu thích.

## Danh sách đĩa nhạc
- 14 Bis (1979)
- 14 Bis II (1980)
- Espelhos das Águas (1981)
- Além Paraíso (1982)
- A Idade da Luz (1983)
- A Nave Vai (1985)
- Ao Vivo (1987)
- Sete (1987)
- Quatro por Quatro (1993)
- Siga o Sol (1996)
- Bis Acústico (1999)
- Boca Live e 14 Bis Ao Vivo (2000)
- Outros Planos (2004)
- 14 Bis - Ao Vivo - CD/DVD (2007)